# Macrobrachium sirindhorn
Macrobrachium sirindhorn is een garnalensoort uit de familie van de Palaemonidae. De wetenschappelijke naam van de soort is voor het eerst geldig gepubliceerd in 2001 door Naiyanetr.